# Kazakkhanatet
Kazakkhanatet var en kazakisk statsbildning som existerade mellan åren 1465-1847 i Centralasien. Det moderna Kazakstans gränser sammanfaller till största delen med Kazakkhanatets gränser. Slavhandeln i Kazakkhanatet var ett centrum för slavhandel med ryssar, vilket bidrog till Rysslands erövring av khanatet 1847.